# Jack Washington
Ronald "Jack" Washington (Kansas City, 17 juli 1910 - Oklahoma City, 28 november 1964) was een Amerikaanse jazz-saxofonist (altsaxofoon en baritonsaxofoon). Hij werd vooral bekend door zijn werk in het orkest van Count Basie.
Washington begon op de sopraansaxofoon, maar stapte later over op de baritonsaxofoon. Eind jaren twintig sloot hij zich aan bij het orkest van Bennie Moten, waar hij actief was tot 1935, het jaar van overlijden van Moten. In die jaren bij Moten speelde hij ook kort bij Paul Banks en Jesse Stone. Na Motens dood werd hij lid van de band van Basie, waar hij speelde tot 1950, alleen onderbroken door zijn diensttijd in het leger. Na Basie ging hij werken op een vliegveld en trad hij nog maar af en toe op. In 1958 speelde hij mee op plaatopnames van oud-bandleden van Basie. Jazzcriticus Scott Yanow noemt Washington 'the unsung hero of the baritone-sax'.
Washington is te horen op opnames van onder meer Billie Holiday, Charlie Christian, Harry James, Dave Brubeck, Hoagy Carmichael, Lester Young, Ben Webster en Duke Ellington.